# Saint-Estève-Janson
Saint-Estève-Janson település Franciaországban, Bouches-du-Rhône megyében. Lakosainak száma 364 fő (2022. január 1.). Saint-Estève-Janson Le Puy-Sainte-Réparade, Rognes, La Roque-d'Anthéron, Cadenet és Villelaure községekkel határos.

## Népesség
A település népessége az elmúlt években az alábbi módon változott:
| Lakosok száma | 117  | 202  | 234  | 337  | 357  | 379  | 381  | 379  | 379  | 364  |
|               | 1968 | 1982 | 1990 | 2006 | 2013 | 2015 | 2017 | 2019 | 2020 | 2022 |